# Јерменско културно насљеђе у Турској
| Јерменско/јерменске… | 1914.     | 2011.                |
| -------------------- | --------- | -------------------- |
| становништво         | 1.914.620 | 60.000               |
| цркве и манастири    | 2.538     | 34 (само у функцији) |
| школе                | 1.996     | 18                   |

Источни дио садашње територије Турске Републике дио је прадомовине Јермена. Заједно са јерменским становништвом, таком и послије геноцида над Јерменима, јерменска културна баштина је била циљ уништења туских власти. Од неколико хиљада цркава и манастира (процјене се крећу од 2 до 3 хиљаде) у Османском царству 1914. године, данас још увијек постоји само неколико стотина у неком облику; већина њих је у опасности од урушавања. Грађевина које су још увијек у функцији претежно се налазе у Истанбулу.
Већину имовине која је раније припадала Јерменима је конфисковале су турске власти и претвориле у војне испоставе, болнице, школе и затворе. Многа имовина је додјељивана муслиманским досељеницама и избјеглицама која су избјегле током балканских ратова. Правно оправдање за заплијену био је закон О напуштеној имовини (тур. Emval-i Metruke), којим је легализована конфискација јерменске имовине уколико се власник не врати.

## Језик, књижевност и образовање

### Школе
Јерменске школе нису биле дозвољене у Османском царству све до касног 18. вијека. Незванично, у регији Биглиса постојао је велики број школа, али прву школу „у правом смислу” основали су Шнорк Мигирдик и Амира Мирикањан 1790. године. За вријеме патријарха Гарабета III од 1823. до 1831. године, јерменске школе су основане на невиђеном нивоу. Прва високошколска установа отворена је 1838. у Ускудару и носила је назив Кемеран. Према подацима Константинопољске патријаршије, у Анадолији је до 1838. радило 439 јерменских школа. У вријеме када је султан Абдулмекид I прогласио еру Танзимата 1839. године, Јермени су имали око 38 школа, укључујући 2 колеџа, са 4.620 ученика; неколико музеја, штампарија, болница, јавних библиотека и 8 различитих часописа који су издавани у Константинопољу. Према подацима Константинопољске патријаршије, у Османском царству су постојале 803 јерменске школа са 81.226 ученика и 2.088 наставника у периоду 1901—1902. Од тога је 438 било у Шест јерменских вилајета са 36.839 ученика и 897 наставника. Током геноцида над Јерменима, циљ је био масовно истребљење Јермена. Већина школа у Анадолији је уништена или сврха коришћења објеката промијењена. Од 2005. у Истанбулу је функционисало само 18 јерменских школа.

### Књижевност
Значајни писци из овог периода су Сиаманто, Хакоб Пароњан, Ваган Текејан, Левон Шант, Григор Зохраб, Рупен Зартарјан, Аветис Агароњан, Атрпет и Костан Зарјан.
У 19. вијеку се одвио велики књижевни покрет који је требао да подстакне савремену јерменску књижевнос. Овај период током којег је јермске култура цвјетала познат је као период препорода (зартонк). Аутори период препорода из Константинопоља и Тифлиса, готово идентични европским романтичарима, били су заинтересовани за подстицање јерменског национализма. Већина њих је усвојила новостворене источне или западне варијанте јерменског језика у зависности од циљане публике и дала им је предност у односу на класични јерменски (грабар).
Период препорода завршио се у период 1885—1890, када је јерменски народ пролазио кроз буран период. Значајни догађаји били су одредбе Берлински споразум из 1878. и Хамидијски масакри од 1895. до 1896. године.

### Новинарство
Неки стручњаци тврде да су се јерменски реалисти појавили када је основан лист Аревелк (Оријент) 1884. године. Писци као што су Арпиар Арпиарјан, Левон Пашалијан, Григор Зохраб, Мелкон Гиурђијан, Дикран Гамсаријан и други кретали су се око поменутих новина. Други значајни лист у то вријеме био је Хајреник (Отаџбина), који је постао веома популистички, подстицао критику итд.
Данас у Истанбулу излазе три дневна листа (Агос, Јаманак и Мармара).

### Алфабет
Како описује Бедрос Дер Матосијан са Универзитета Колумбија, за око 250 година, од почетка 18. вијека до око 1950. године, више од 2.000 књига на турском језику штампано је јерменским писмом. Не само да су Јермени читали јермено-турски, већ је читала и нејерменска (укљујући османску турску) елиту. Јерменско писмо је такође коришћено уз арапско писмо у званичним документима Османског царство у писаном османском турском језику. На примјер, први роман написан у Османском царству био је Акаби Хикајеси аутора Вартан-паше, писан јерменским писмом. Такође, када је јерменска породица Дузијан управљала ковницом османског новца за вријеме владавине Абдулмеџида I, водила је евиденцију на јерменском писму, али на туском језику. Од краја 19. вијека, јерменско писмо се такође користило за књиге писано на курдском језику у Османском царству.

### Јерменски називи мјеста
Првобитно преименовање јерменских назива мјеста званично је уведено за вријеме владавине султана Абдула Хамита II. Забрањена је употреба ријечи Јерменија 1880. године у штампи, школским уџбеницима и дружавним институцијама, а затим је замијењена ријечим као што су Анадолија или Курдистан. Промјена јерменских назива настављена је током ране републиканске ере све до 21. вијека. Обухватала је турчење презимена, промјена назива животиња, промјена назива јерменских историјских личности (тј. име истакнуте породице Балјан било је сакривено под идентитетом италијанске породице Балијани), као и промјена и искривљавање јерменских историјских догађаја.
Већина јерменских географских назива било је у источним покрајинама Османског царства. Села, насеља или градови који садрже суфикс -керт, што значи изградио или саградио (тј. Манавазкрт (данас Малазгирт), Норакерт, Дикранагерт, Нојакерт), -шен, што значи село (тј. Араташен, Пемзашен, Норашен) и -ван, што значи град (тј. Чаранцаван, Нахичеван, Татван), указују на јерменски назив. Током османске власти, турска и курдска племена су се насељавала у јерменска села и мијењала изворне јерменске назив (тј. јерменски Норашен постао је Норсин). То се нарочито радило након геноцида над Јерменима, када је већи дио источне Турске остао без јерменског живља.
Етимолог и аутор Севан Нишањан процјењује да је промијењено 3.600 јерменских географских назива.

## Вјерске грађевине

### Преглед
Јерменска патријаршија Константинопоља је 1914. саставила списак манастира, цркава и других вјерских институција широм Османског царства. Патријаршија је открила да је под контролом патријарха 2.549 вјерских објеката међу којима је више од 200 манастира и 1.600 цркава.
Према подацима од 2011, у Турској су у функционалној употреби биле 34 јерменске цркве, претежно у Истанбулу.

### Списак значајних цркава и манастира
| Манастир Светих апостола Սուրբ Առաքելոց վանք | |  |
| Фотографија манастира Светих апостола из 20. вијека. | Једна од двоструких врата манастира (датира из 1134. године) откривена су у Битлису и однијета у Тбилис на чување. Врата су касније однијета у Јереван 1925, гдје су изложена у Историјском музеју Јерменије. |  |
| Манастир Светог Карапета Մշո Սուրբ Կարապետ վանք | |  |
| Манастир Светог Карапета био је јерменски манастирски комплекс у покрајини Тарон Јерменског краљевства, око 35 км сјеверозападно од Муша, сада у курдском селу Ченгели у источној Турској. Основао га је у 4. вијеку Григорије Просвјетитељ и био је један од најстаријих јерменских манастира. Манастир Светог Карапета био је такође једно од три најважнија мјеста јерменског ходочашћа, као и међу најбогатији и најстаријим институцијама у османској Јерменији. | Слика извор: Послије геноцида над Јерменима, манастир је уништен до темеља. Турска војска га је неколико пута разносила. Оно што је данас остало од манастира, јест неколико безобличних рушевина и клесано камење и хачкари које су као грађевински материјал користили садашњи муслимански становници, углавном Курди, и често се налази опточени у зидовима мјесних кућа и објеката. |  |
| Манастир Вараг Վարագավանք | |  |
| Основан почетком 11. вијека на већ постојећем вјерском објекту, био је један од најбогатијих и најпознатијих манастира у јерменском краљевству Васпуракан, а у каснијим вијековима био је сједиште архиепископа Јерменске апостолске цркве у Вану. Основао га је краљ Сенекерим Арцруни на почетку своје владавине (1003—1024) као дом реликвије Истинског крста, који је чуван у пустињачкој испосници из 7 .вијека на истом мјесту. Унуташњи облик средишње цркве подсјећа на дизајн цркве Светог Хрипсима у Јерменији. Јерменски архиепископи Вана су овдје боравили до касног 19. вијека. Један од њих, будући католикос Мкртич Хримјан „Хајрик” (Отац), основао је Арцив Васпуракани (Васпуракански орао), прве новине које ће штампати у историјској Јерменији. | Током геноцида над Јерменима, османска војска је 30. априла 1915. уништила манастир ком опсаде Вана. Његове рушевина су још увијек видљиве у селу Бакрачли насељено Курдима, које се касније развило на истом мјесту. Манастир се данас користи као складиште сијена за домаће животиње. |  |
| Манастир Нарек Նարեկավանք | |  |
| Јерменски манастир Нарек из 10. вијека налазио се у близини језера Ван у јерменском краљевству Васпуракан (данашња Турска). | потпуно уништен Манастир је напуштен 1915, током геноцида над Јерменима, а потпуно је срушен 1951. године. На том мјесту израсло је село Јемишлик насељено Курдима, а на мјесту гдје се некада налазио манастир сада се налази џамија. |  |
| Манастир Светог Вартоломеја Սուրբ Բարդուղիմեոսի վանք | |  |
| Манастир Светог Вартоломеја подигнут је у 13. вијеку у тадашњој покрајини Васпуракан Јерменског краљевства, данас у близини града Башкале (Албајрак) у покрајини Ван на југоистоку Турске. Раније се сматрао једним од најважнијих мјеста ходочашћа јерменског народа. Манастир је подигнут на традиционалном мјесту мучеништва апостола Вартоломеја, за којег се вјерује да је донио хришћанству у Јерменију у 1. вијеку н. е. Уз Светог Тадеја, Свети Вартоломеј се сматра заштитиником Јерменске апостолске цркве. | Непознатог датума након геноцида над Јерменима, подручје манастира је стављено под контролу турске војске и читава локација се налази у оквиру војне базе и приступ је ограничен. Купола манастирске цркве је била нетакнута раних шездесетих година, али се цијела структура сада налази у рушевинама, а купола цркве је потпуно нестала. |  |
| Манастир Лим Լիմ | |  |
| Манастир Светог Ђорђа на оству Лим (данас Адир) изграђен је 1305. године, а проширен је 1621. или 1766. године. | Током геноцида над Јерменима, више од 12.000 јерменских жена и дјеце прешло је на острво у току од три дана, док је неколико десетина мушкараца покривало њихово повлачење од Хамидија. Сви су умрли од глади прије него што је стигла помоћ. Манастир је данас у рушевинама. |  |
| Манастир Соурб Ншан Սուրբ Նշան վանք | |  |
| Манастир Соурб Ншан основао је принц Атом-Ашот, син краља Сенекерима. Манастир је име добио по моштима које је Сенереким донио из манастир Вараг, а које су враћене послије његове смрти. Био је то једна од значајнијих средишта просвјетитељства и школовања Мале Јерменије током византијске, селџучке и османске владавине до геноцида над Јерменима 1915. године. По подацима из 1915. манастир је био главно спремиште јерменских средњовјековних рукописа у регији Себастијан, а забиљежено је најмање 283 рукописа. Библиотека није уништена током Првог свјетског рата и већина рукописа је преживјела. Око 100 њих је 1918. пребачено у Јерусалимску патријаршију Јерменске апостолске цркве.                                                               | Потпуно уништен Извор: Armenia. A guidebook. Манастир је срушен 1978. експлозивом. На његовом мјесту се сада налази војна база. Од манастира није остао ниједан траг. |  |
| Манастир Ктуц Կտուց | |  |
| Манастир Ктуц је напуштени јерменски манастир из 15. вијека на малом острву Ктуц (данас Чарпанак) усред језера Ван у покрајини Васпуракан (данашња Турска). | Данас се чини да је манастир Ктуц у бољем стању од већина јерменских манастира, вјероватно због своје локације. Међутим, због чињенице да манастир није одржаван од 1915. на крову се налази растиње. |  |
| Црква Светих апостола Սուրբ Առաքելոց եկեղեցի | |  |
| Црква Светих апостола у Карсу изграђена је 940-их у вријеме Јерменског царства под влашћу Абаса I. Име је добила по скулптури Дванаесторице Исусових апостола која се налазила у екстеријеру цркве. За вријеме Селџука црква је била претоврена у џамија од 1064. до 1100-их. Затим је поново претворена у џамију за вријеме османске власти (1579—1877). Након руског заузимања Карса 1877. претворена је у руску православну цркву. Након пада Карса под турску власт 1918, црква је поново претворена у џамију. Након повлачења Турака 1919. и за вријеме Прве јерменске републике, црква је обновљена као јерменска. | Карс је 1920. поново припао Турској, а црква је изгубила своју првобитну намјену. Црква је конфискована и постала је власништво турске државе. Продата је општинским властима, које су планирале да је сруше и на њом мјесту изграде школу. План никада није заживио. Међутим, за то вријеме је уништен црквени звоник. Педесетих година коришћена је као складиште нафте. Функционисала је као Музеј Карса од 1969. до 1980. године. Црква се тренутно користи као џамија. |  |
| Црква Светог Крста Սուրբ Խաչ | |  |
| Црква је задужбина краља Васпуракана Гагика I Арцрунија (владао 908—943/944), а грађена је од 915. до 921. године. Гагик је одабрао острво Ахтамар за једну од својих резиденција и ту је основао насеље. Острво је од 1116. до 1895. било сједиште Ахтамарског католикоса Јерменске апостолске цркве. | Током геноцида над Јерменима, ахтамарски монаси су масакрирани, црква опљачкана, а манастирска здања уништена. Од 1915. црква је била у потпуности напуштена. Послије двадесетих година, црква је била изложена екстензивном вандализму. Китњаста камена балустрада краљевске галерије је нестала, а поређења са фотографијама од прије 1914. указују на случајеве оштећења рељефне резбарије. Хачкар католикоса Стефана, који датира из 1340. године, био је до 1956. тешко оштећен. Остала је само доња трећина другог китњасто украшен хачкара из 1444. — био је нетакнут када га је Бахман фотографисао 1911. године. Надгробни споменик Хачатура Мокација из 19. вијека, који је био нетакнут 1956, касније је разбијен у дијелове. Педесетих година острво је коришћено као војни полигон турске војске. Објекат је затворен 2005. за посјетиоце пошто је претрпио тешку рестаурацију, а турска влада га је отворила као музеј годину дана касније. |  |
| Саборна црква у Арапгиру Արաբկիրի մայր եկեղեցի | |  |
| Саборна црква Пресвете Мајке Божије у Арапгиру изграђена је у 13. вијеку. Била једна од највећих цркава у Западној Јерменији. Могла је да прими до 3.000 људи. Црква је нападнута, опљачкана и затим спаљена 1915. током геноцида над Јерменима. | Потпуно уништена Након геноцида над Јерменима, црква је поправљена и коришћена као школа. Општина Арапгир је 1950. донијела одлуку о рушењу цркве. Црква је 18. септембра 1957. разнијета динамитом. Касније је земљиште на којој се црква налазила продато сељаку по имену Хусеин за 28.005 лира. Данас, на мјесту цркве се налазе рушевине. |  |
| Манастир Хцконк Խծկոնք վանք | |  |
| Манастир Хцконк био је манастирски комплекс сачињен од 5 цркава изграђених између 7. и 13. вијека у Јерменском царству. Данашња локација би била у близини града Дигор, административног сједишта истоименог округа у покрајини Карс у Турској. Манастир се налазио у клисури ријеке Дигор. | Слика Извор: Архивирано на веб-сајту (4. март 2016) Француски историчар умјетности Жан-Мишел Тијери посјетио је 1959. ово мјесто и открио да су четири од пет цркава уништене, док је само црква Светог Саргиса преживјела у тешко оштећеном стању. Према ријечима мјесног становништва, цркву је разнијела турска војска помоћу експлозива, што су грађани Дигора потврдили 2002. године. Њихове информације потврђују и материјални докази на налазишту. Купола сачуване цркве је нетакнута, али су бочни зидови одувани; порушене цркве су у потпуности сравњене у клисуру испод. Штета није могла настати као посљедица земљотреса, примјетио је историчар Вилијам Далримпл. |  |
| Црква Светог Спаситеља Սուրբ Փրկիչ | |  |
| Црква је изграђена недуго након 1035. године. Саградио ју је принц Аблхариб Пахлавид као дом фрагмента Животворног крста. | Црква је била углавном нетакнута све до 1955, када се цијела источна половина срушила током невремена. |  |